# Stanisław Nowicki (1910–1994)
Stanisław Nowicki (ur. 27 lipca 1910 w Stropkowie, zm. 27 kwietnia 1994) – starszy sierżant Ludowego Wojska Polskiego, uczestnik szlaku bojowego z II Armią Wojska Polskiego.

## Życiorys
Pochodził ze wsi Stropkowo koło Sierpca. Przyjechał na Polesie, gdyż został skierowany do służby wojskowej w Brześciu. Po zakończeniu służby wojskowej zdecydował się szukać pracy w okolicy, ze względu na problemy z jej znalezieniem w rodzinnych stronach. Udało mu się zatrudnić w piekarni w Kobryniu. Tam wyuczył się zawodu piekarza. Ożenił się z Janiną z d. Strujewą (ur. 1917 w Briańsku). W Kobryniu urodziła się dwójka ich dzieci, Janusz (1936) i Elżbieta (1943).
W 1939 został zmobilizowany na wojnę do Brześcia. Po napaści Sowietów ich oddział został rozwiązany i udało mu się powrócić do pracy w piekarni. Wiosną 1944 został ponownie zmobilizowany do wojska i skierowany do ośrodka szkolenia II Armii Wojska Polskiego. Po ukończeniu przeszkolenia dostał przydział do kompanii ochrony sztabu dywizji. Przebył szlak wojskowy do operacji łużyckiej. W 1945 został ranny podczas walk o Drezno, miał przestrzelone obie nogi.
Zakończenie wojny zastało go w szpitalu. Po wyjściu ze szpitala został ze swoją jednostką wysłany w Bieszczady. Wkrótce złożył raport o odejście z wojska oraz prośbę o osiedlenie się na Ziemiach Odzyskanych. Po otrzymaniu zgody osiedlił się we Fromborku, gdyż tam znalazł ocalałą piekarnię przy rynku. Po wyremontowaniu maszyn piekarni rozpoczął od 1946 ponownie pracę piekarza.
Zmarł 27 kwietnia 1994. Pochowany został na cmentarzu komunalnym we Fromborku. W ostatnią drogę odprowadziła go kompania honorowa, orkiestra wojskowa oraz liczne grono przyjaciół i znajomych.

## Odznaczenia
Odznaczony został m.in.:
- Krzyżem Kawalerskim Orderu Odrodzenia Polski
- Medalem „Za udział w walkach o Berlin”
- tytułem Honorowy Obywatel Fromborka